# Tephrosia sphaerospora
Tephrosia sphaerospora är en ärtväxtart som beskrevs av Ferdinand von Mueller. Tephrosia sphaerospora ingår i släktet Tephrosia och familjen ärtväxter. Inga underarter finns listade i Catalogue of Life.